# Angoustrine-Villeneuve-des-Escaldes
Angoustrine-Villeneuve-des-Escaldes település Franciaországban, Pyrénées-Orientales megyében. Lakosainak száma 548 fő (2022. január 1.). Angoustrine-Villeneuve-des-Escaldes Mérens-les-Vals, Orlu, Llívia, Formiguères, Les Angles, Bolquère, Font-Romeu-Odeillo-Via, Targassonne, Ur, Dorres és Porté-Puymorens községekkel határos.

## Földrajz

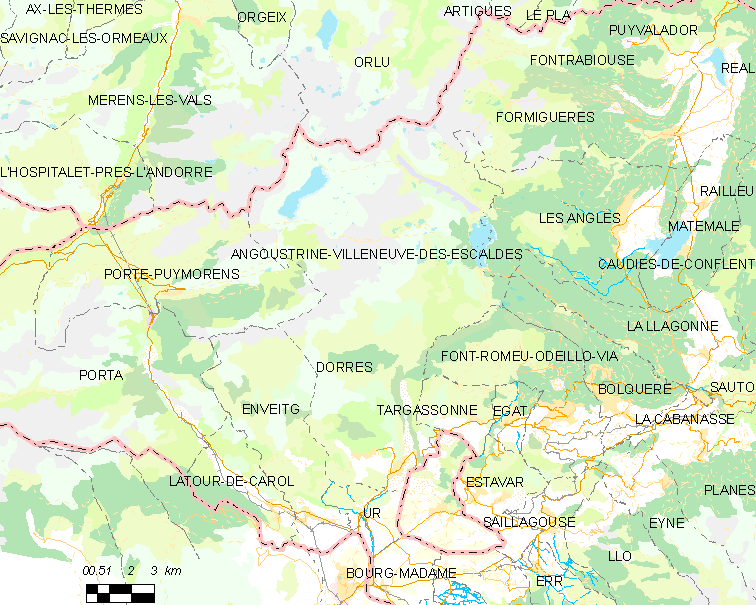
Angoustrine-Villeneuve-des-Escaldes térkép

## Népesség

Népesség 1962-2008

A település népességének változása: